# Ленинское (Новоазовский район)
Ленинское(укр. Ленінське)/ Ужовка (укр. Ужі́вка) — село на 
Украине, находится в Новоазовском районе  Донецкой области. Под контролем самопровозглашённой Донецкой Народной Республики.

## География
К западу от населённого пункта проходила линия разграничения сил в Донбассе (см. Второе минское соглашение).
В Донецкой области имеются ещё 4 одноимённых населённых пункта, в том числе сёла Ленинское в Старобешевском районе, Ленинское в Амвросиевском районе, посёлок Ленинское в составе города Торецка.

### Соседние населённые пункты по странам света

#### Были под контролем ВСУ
ЮЗ: Широкино
З: Водяное

#### Были под контролем ДНР
СЗ: Коминтерново
С: Заиченко, Дзержинское
СВ: Весёлое, Митьково-Качкари
ЮВ: Безыменное
Ю: Саханка

## История
12 мая 2016 года Верховная Рада Украины присвоила селу название Ужовка в рамках кампании по декоммунизации на Украине. Решение не признано местными фактическими властями.
В конце июля 2024 года, в ходе российского вторжения на Украину, посёлок перешел под контроль ВС РФ.

## Население
Население по переписи 2001 года составляло 136 человек.

## Общие сведения
Код КОАТУУ — 1423686805. Почтовый индекс — 87651. Телефонный код — 6296.

## Адрес местного совета
87651, Донецкая область, Новоазовский район, с. Саханка, ул.Центральная, 4